# Cortegada
Cortegada är en kommun i Spanien.Den ligger i provinsen Ourense i den autonoma regionen Galicien i nordvästra delen av landet, 400 km nordväst om huvudstaden Madrid. Antalet invånare är 1 024 (2024). Arean är 26,89 kvadratkilometer.